# كيفن لاين
أنتوني موديست (مواليد 30 أغسطس 1975) لاعب كرة قدم دولي من غرينادا يجيد اللعب في خط الدفاع. يلعب حاليا لصالح نادي بورتمور يونايتد الجامايكي منذ عام 2002 .

## روابط خارجية
- كيفن لاين على موقع قاعدة بيانات كرة القدم.إي يو (الإنجليزية)
- كيفن لاين على موقع ناشيونال فوتبول تيمز (الإنجليزية)
- كيفن لاين على موقع Soccerway.com (الإنجليزية)